# VW Tayron X

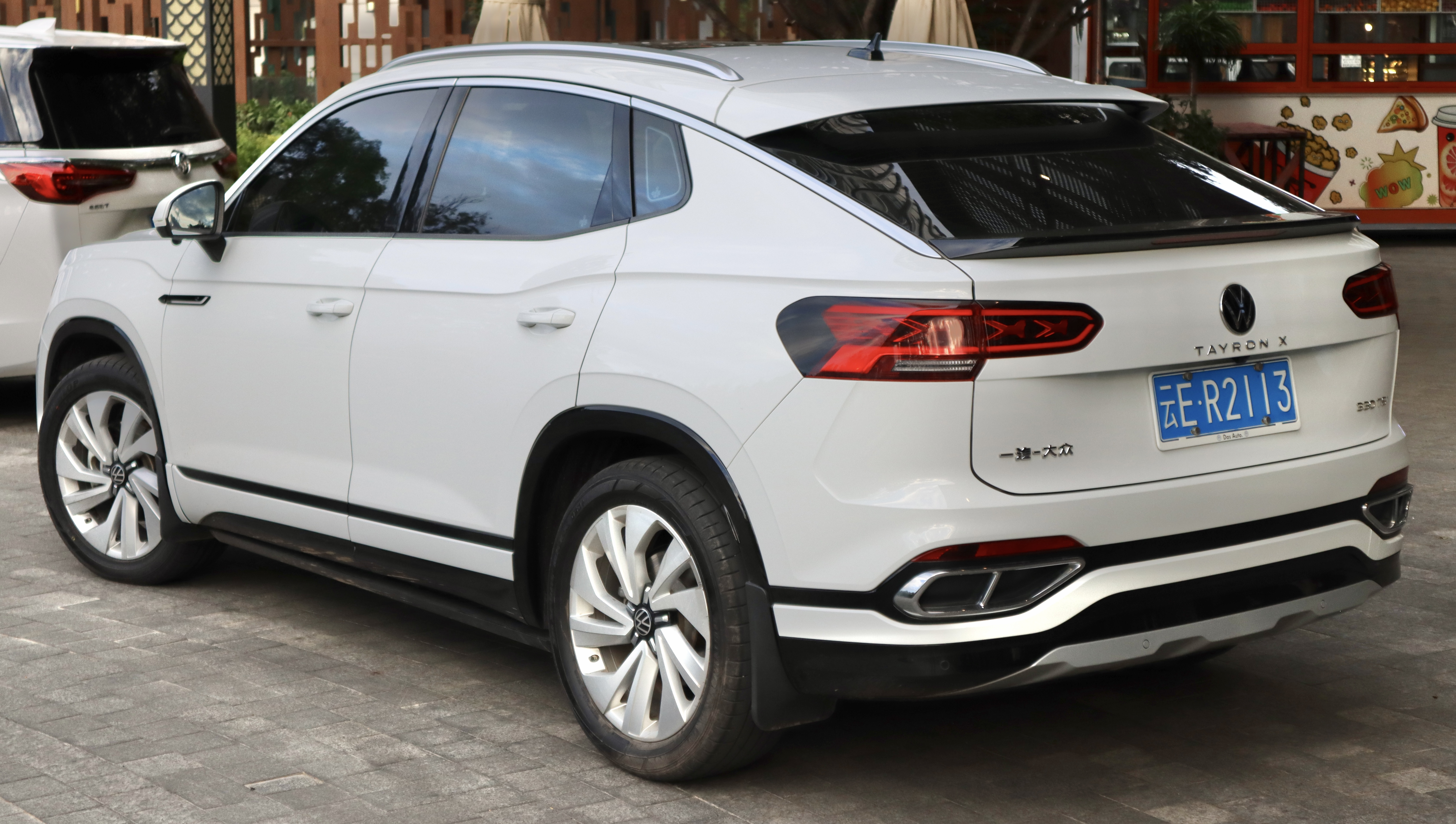
Heckansicht

Der VW Tayron X ist ein Crossover-SUV von Volkswagen. Das auf dem VW Tayron basierende Fahrzeug kam im Juli 2020 in China in den Handel.

## Geschichte
Vorgestellt wurde das Fahrzeug als seriennahes Modell VW SUV Coupé Concept während der Premiere des VW Touareg III im März 2018. Das Serienmodell auf Basis der MQB-Plattform wurde schließlich im April 2020 vorgestellt. Seit Juli 2020 wird es ausschließlich auf dem chinesischen Markt verkauft. Überarbeitete Versionen von Tayron und Tayron X wurden im August 2022 vorgestellt. Gebaut wird das Modell von FAW-Volkswagen.
Der Tayron X ist nach dem Teramont X das zweite als SUV-Coupé vermarktete Modell von Volkswagen. Mit dem VW Nivus und dem VW Tiguan X wurden bereits weitere Modelle mit einem flacher auslaufenden Dach angekündigt.

## Technische Daten
Zum Marktstart war das SUV mit einem Zweiliter-TSI-Ottomotor in zwei Leistungsstufen verfügbar. Sie haben beide ein 7-Stufen-Doppelkupplungsgetriebe. Der schwächere 330 TSI hat Vorderradantrieb, der stärkere 380 TSI Allradantrieb.
|                                             | 330 TSI                          | 330 TSI                          | 380 TSI                          | 380 TSI                          | 380 TSI                          |
| Bauzeitraum                                 | 07/2020–08/2022                  | seit 08/2022                     | 07/2020–08/2022                  | 08/2022–03/2023                  | seit 03/2023                     |
| Motorkenndaten                              |                                  |                                  |                                  |                                  |                                  |
| Motorbaureihe                               | VW EA888                         | VW EA888                         | VW EA888                         | VW EA888                         | VW EA888                         |
| Motortyp                                    | Reihen-Vierzylinder-Ottomotor    | Reihen-Vierzylinder-Ottomotor    | Reihen-Vierzylinder-Ottomotor    | Reihen-Vierzylinder-Ottomotor    | Reihen-Vierzylinder-Ottomotor    |
| Motoraufladung                              | Turbolader                       | Turbolader                       | Turbolader                       | Turbolader                       | Turbolader                       |
| Hubraum                                     | 1984 cm³                         | 1984 cm³                         | 1984 cm³                         | 1984 cm³                         | 1984 cm³                         |
| max. Leistung bei min−1                     | 137 kW (186 PS) / 4100–6000      | 137 kW (186 PS) / 4150–6000      | 162 kW (220 PS) / 4500–6200      | 162 kW (220 PS) / 4500–6700      | 162 kW (220 PS) / 4900–6700      |
| max. Drehmoment bei min−1                   | 320 Nm / 1500–4000               | 320 Nm / 1600–4050               | 350 Nm / 1500–4500               | 350 Nm / 1500–4300               | 350 Nm / 1600–4300               |
| Kraftübertragung                            |                                  |                                  |                                  |                                  |                                  |
| Antrieb, serienmäßig                        | Vorderradantrieb                 | Vorderradantrieb                 | Allradantrieb                    | Allradantrieb                    | Allradantrieb                    |
| Antrieb, optional                           | —                                | —                                | —                                | —                                | —                                |
| Getriebe, serienmäßig                       | 7-Stufen-Doppelkupplungsgetriebe | 7-Stufen-Doppelkupplungsgetriebe | 7-Stufen-Doppelkupplungsgetriebe | 7-Stufen-Doppelkupplungsgetriebe | 7-Stufen-Doppelkupplungsgetriebe |
| Messwerte                                   |                                  |                                  |                                  |                                  |                                  |
| Höchstgeschwindigkeit                       | 200 km/h                         | 200 km/h                         | 200 km/h                         | 200 km/h                         | 200 km/h                         |
| Beschleunigung, 0–100 km/h                  | 8,7 s                            | 9,3 s                            | 7,6 s                            | 7,8 s                            | 7,6 s                            |
| Kraftstoffverbrauch auf 100 km (kombiniert) | 6,8 l Super                      | 7,2 l Super                      | 7,5 l Super                      | 7,8 l Super                      | 7,8 l Super                      |
| Leergewicht                                 | 1675 kg                          | 1701 kg                          | 1755 kg                          | 1786 kg                          | 1786 kg                          |